# Jim Bedard
Jim Bedard (ur. 14 listopada 1956 w Niagara Falls, Kanada) – kanadyjski bramkarz w hokeju na lodzie. Obecnie trener bramkarzy w zespole NHL Detroit Red Wings.

## Kariera sportowa
Jako junior zaczynał w zespole Sudbury Wolves a w 1976 roku został wybrany do Drużyny Gwiazd Ontario Hockey League. W tym roku został wydraftowany przez Washington Capitals w szóstej rundzie, gdzie występował przez dwa sezony, grając w sumie w 73 meczach ze średnią bramek wpuszczonych na mecz w granicach 4.11.
Po pozyskaniu przez Capitals bramkarza Wayne’a Stephensona Jim Bedard wystąpił w pięciu różnych klubach, w trzech różnych ligach w USA w sezonie 1979–80. Następnie próbował swoich sił w Europie i podpisał kontakt z klubem Turun Palloseura. W Finlandii spędził aż 14 lat, kończąc karierę w roku 1994.

## Działalność po zakończeniu kariery
Po zakończeniu działalności jako zawodnik sportowy pozostał związany z hokejem. Najpierw, jako trener bramkarzy, został zatrudniony przez zespół ze swojego rodzinnego miasta – Niagara Falls Thunder w OHL – a następnie jako asystent trenera pracował w Erie Otters.
Bedard był też konsultantem w sprawach bramkarskich dla kilku drużyn w Europie, po czym, w roku 1998, wrócił do NHL jako trener bramkarzy Detroit Red Wings. W Detroit, w latach 1998 i 2002, dwa razy zdobył Puchar Stanleya.